# Jules Casterman
Jules Casterman (La Hestre, 1 september 1877 - aldaar, 4 maart 1958) was een Belgisch senator en burgemeester.

## Levensloop
Jules Casterman groeide op in een arbeidersgezin met vijf kinderen. In 1891 overleed zijn vader, waarna hij stopte met school en ging werken om zijn familie te onderhouden. Hij werd metaalbewerker in verschillende grote bedrijven in het industriebekkens in de Centrestreek, maar werd vanwege zijn engagement in de vakbeweging regelmatig ontslagen. 
In 1898 werd Casterman lid van de Socialistische Jonge Wachten in La Hestre, waarvan hij de secretaris werd. Drie jaar later, in mei 1901, trad hij toe tot de metaalbewerkersvakbond in La Hestre. Niet veel later werd hij actief in het bestuur van de socialistische Federatie van Metaalarbeiders in de Centrestreek, waarvan hij van juni 1905 tot aan zijn pensioen in oktober 1937 bestendig secretaris was. Van 1913 tot 1937 zetelde hij eveneens in het nationaal bestuur en van 1920 tot 1937 in het uitvoerend comité van de Centrale der Metaalbewerkers van België. Als vakbondsbestuurder was Casterman een aanhanger van het reformisme en verdedigde hij het principe van collectieve overeenkomsten tussen werkgever en vakbonden. Vanaf maart 1920 was hij eveneens lid van de Nationale Arbeidsraad. Daarnaast was hij voorzitter en beheerder van de socialistische mutualiteit in La Hestre en betrokken bij de werking van de coöperatieve L'Avenir du Centre, die gevestigd was in La Louvière.
In oktober 1907 werd hij voor de Belgische Werkliedenpartij (POB) verkozen tot gemeenteraadslid van La Hestre, waar hij tijdens de Eerste Wereldoorlog betrokken was bij de plaatselijke afdeling van het Nationaal Hulp- en Voedingskomiteit. Van 1916 tot 1922 was Casterman schepen en in 1922 volgde hij Henri Léonard op als burgemeester van La Hestre. In mei 1933 nam Casterman ontslag als burgemeester, maar na de gemeenteraadsverkiezingen van 1938 werd hij opnieuw in deze functie geïnstalleerd. Hij bleef uiteindelijk burgemeester van La Hestre tot in 1952.
Bovendien was Casterman parlementslid. In 1921 werd hij gekozen als socialistisch provinciaal senator voor de provincie Henegouwen en oefende dit mandaat uit tot in 1949. In de Senaat was hij lid van de commissies Verkeerswezen, Spoorwegen, Marine, Posterijen en Telegrafie en Koloniën. Hij hield tussenkomsten over de toestand van huurders, gezinstoeslagen, de hervorming van de wet op publieke bijstand en provinciale en lokale autonomie inzake financiële materies en verdedigde de belangen van metaal- en spoorwegarbeiders in zijn regio.  